# ゴルニ・ヴァクフ＝ウスコプリェ
ゴルニ・ヴァクフ＝ウスコプリェ（ボスニア語: Gornji Vakuf-Uskoplje,クロアチア語: Gornji Vakuf-Uskoplje,セルビア語: Горњи Вакуф-Ускопље）はボスニア・ヘルツェゴビナの町及び基礎自治体で、同国を構成する構成体のうちボスニア・ヘルツェゴビナ連邦の中央ボスニア県に属する。近隣の町にはブゴイノ、プロゾル＝ラマ、クプレス、ノヴィ・トラヴニク、コニツがある。

## 呼称
この町は歴史的にゴルニ・ヴァクフと呼ばれてきた。「ヴァクフ」とはイスラム教のワクフのトルコ語・ボスニア語形であり、この町がワクフとして築かれたものであることに由来している。「ゴルニ」は「低いほう（の土地）」を意味し、「高いほうのワクフ」を意味するドニ・ヴァクフと対になっている。
ボスニア・ヘルツェゴビナ紛争が勃発すると、ボシュニャク人が主体のボスニア・ヘルツェゴビナ政府から離反したクロアチア人によってヘルツェグ＝ボスナ・クロアチア人共同体が設立された。クロアチア人共同体は、ゴルニ・ヴァクフを「ウスコプリェ」の名で、共同体を構成する自治体のひとつとして掲げた。紛争終結後は、民族ごとに隔てられて町は分断され、ボシュニャク人は「ゴルニ・ヴァクフ」、クロアチア人は「ウスコプリェ」の名でこの町を呼ぶようになった。2001年にボスニア・ヘルツェゴビナ上級代表の決定により、民族間の融和を促進するため、クロアチア人の主張する「ウスコプリェ」の名が取り入れられ、自治体の公式呼称は「ゴルニ・ヴァクフ＝ウスコプリェ」となった。

## 歴史
この地域に居住地が形成されたのは先史時代にまでさかのぼるが、ゴルニ・ヴァクフの名が現れたのは16世紀でそれまで集落はチェスタ（Česta）と呼ばれていた。町の名になっているゴルニ・ヴァクフは、ボシュニャク人貴族のワクフによって作られたことに関連している。メフメド・ベグ・ストチャニン（Mehmed-beg Stočanin）は著名なボシュニャクのベグで、このゴルニ・ヴァクフを成立させた人物とされる。典型的な中央ボスニアのバザールを意味するチャルシヤ（čaršija）の町であった。

### ボスニア・ヘルツェゴビナ紛争
ゴルニ・ヴァクフは、ボスニア・ヘルツェゴビナ紛争（1992年～1995年）期間中に起こったクロアチア人・ボシュニャク人紛争（1992年 - 1994年）で最初に被害を受けた町の一つである。国際連合難民高等弁務官事務所（UNHCR）の移動を有効に保持するためには国際連合保護軍（UNPROFOR）が重要であった。1993年、当時任務にあたっていたイギリス陸軍のB中隊グループ1チェシャー（CHESHIRE）のウェイン・エドワーズ兵長が交戦中の町の中心部でクロアチア防衛評議会のスナイパーに狙撃され死亡した。

### ゴルニ・ヴァクフ＝ウスコプリェ砲撃
ゴルニ・ヴァクフ＝ウスコプリェはラシュヴァ渓谷の南側に位置する町で、中央ボスニアへ向かう道路の交点として戦略的に重要な地点で、ノヴィ・トラヴニクからは48km、ヴィテズからは装甲車で約1時間である。クロアチア人にとってはヘルツェグ＝ボスナ・クロアチア人共和国の領域とされたラシュヴァ渓谷とヘルツェゴビナの2つの領域を結ぶのに重要であった。クロアチア勢力による最初の攻撃は1992年6月20日にノヴィ・トラヴニクに沿った場所であったが失敗している。ラシュヴァ渓谷の民族浄化時にクロアチア陸軍やクロアチア防衛評議会に包囲され重火器や戦車、スナイパーにより攻撃を受けた。クロアチア勢力の砲撃によって歴史的なオリエント風の町の中心は瓦礫に変わってしまった。
1993年1月10日、ゴルニ・ヴァクフ＝ウスコプリェで交戦が起こる前にクロアチア防衛評議会の司令官ルカ・シェケリヤ（Luka Šekerija）は後に旧ユーゴスラビア国際戦犯法廷（ICTY）で民族浄化などの戦争犯罪と非人道行為に対する罪で起訴される。シェケリヤはティホミル・ブラシュキッチ（Tihomir Blaškić）大佐とダリオ・コルディッチ（Dario Kordić）に対して、「極秘の軍事機密」扱いで連絡を取り、ヴィテズの弾薬工場の迫撃砲弾を要求した。
1993年1月11日にゴルニ・ヴァクフ＝ウスコプリェで、ボシュニャク人が所有し軍事本部として使われていたホテルにクロアチア人勢力が爆弾を仕掛けていたことをきっかけに戦いが勃発した。全面的な戦闘もその後に続き、夜間町はクロアチア人勢力の激しい砲撃を受けた。ゴルニ・ヴァクフでの停戦交渉の間、アンドリッチ大佐やクロアチア防衛評議会はボシュニャク人勢力は武装解除をし町の支配権をクロアチア人勢力側に渡すように要求し、もし要求に応えなければゴルニ・ヴァクフを叩きのめすと脅したが、ボシュニャク人勢力側は攻撃を続けたため、ビストリツァ（Bistrica）やウズリチイェ（Uzričje）、ドゥシャ（Duša）、ジュドリムツィ（Ždrimci）、フラスニツァ（Hrasnica）などの周辺の村々では虐殺が起こっている。

## 村落
Batuša • Bistrica • Bojska • Boljkovac • Borova Ravan • Crkvice • Cvrče • Dobrošin • Donja Ričica • Dražev Dol • Duratbegov Dolac • Duša • Gaj • Galičica • Gornja Ričica • Gornji Mračaj • Gornji Vakuf • Grnica • Hrasnica • Humac • Jagnjid • Jelače • Jelići • Kozice • Krupa • Kute • Lužani • Mačkovac • Mračaj • Osredak • Pajić Polje • Paloč • Pidriš • Ploča • Podgrađe • Pridvorci • Rosulje • Seferovići • Seoci • Smrčevice • Svilići • Šugine Bare • Uzričje • Vaganjac • Valice • Vilić Polje • Voljevac • Voljice • Vrse • Zastinje i Ždrimci.

## 人口動態
- 1971年 - 合計19,344人
  - ボシュニャク人 - 10,482人 (54.18%)
  - クロアチア人 - 8,605人 (44.48%)
  - セルビア人 - 141人 (0.72%)
  - ユーゴスタビア人 - 18人 (0.09%)
  - その他 - 98人 (0.53%)

- 1991年 - 合計25,181人
  - ボシュニャク人 - 14,063人 (55.84%)
  - クロアチア人 - 10,706人 (42.51%)
  - セルビア人 - 110人 (0.43%)
  - ユーゴスラビア人 - 158人 (0.62%)
  - その他 - 144人 (0.60%)

## 出身者
- マテイ・デラッチ - サッカー選手